# Østthrakien
41°9′13″N 27°22′0″Ø / 41.15361°N 27.36667°Ø
Østthrakien (tyrkisk: Doğu Trakya eller blot Trakya; græsk: Ανατολική Θράκη, Anatoliki Thraki ; bulgarsk: Източна Тракия, Iztochna Trakiya), også kendt som Tyrkisk Thrakien eller Europæisk Tyrkiet, er den del af Tyrkiet, der geografisk er en del af Sydøsteuropa. Det tegner sig for 3,4% af Tyrkiets landareal, men omfatter 15% af dets samlede befolkning. Den største by i regionen er Istanbul, som ligger på begge sider af Bosporusstrædet der adskiller Europa og Asien.
Østthrakien er af historisk betydning, da det ligger ud til en stor søhandelskorridor og udgør det, der er tilbage af den engang så store osmanniske region Rumelien. Det er i øjeblikket også af specifik geostrategisk betydning, fordi havkorridoren, som omfatter to smalle stræder, giver adgang til Middelhavet fra Sortehavet for flåderne fra fem lande: Rusland, Ukraine, Rumænien, Bulgarien og Georgien . Regionen fungerer også som en fremtidig forbindelse mellem eksisterende tyrkiske, bulgarske og græske højhastighedstognet.

## Definition
Østthrakien omfatter alt i den østlige del af den historiske region Thrakien. Området omfatter alle territorier i de tyrkiske provinser Edirne, Tekirdağ og Kırklareli, samt områder på det europæiske kontinent i provinserne Çanakkale og Istanbul. Østthrakiens landegrænser blev defineret af Konstantinopel-traktaten (1913) og den bulgarsk-osmanniske konvention (1915), og blev bekræftet af Lausanne-traktaten.

## Befolkning
- Balkantyrkere: (tyrkere fra Bulgarien, Grækenland, Rumænien og Ex-Jugoslavien)
- Pomaks: (bulgarske muslimer)
- Gadschals: (Muslim Gagauz)[1]
- Sigøjnere: (muslimske romaer)[2]

## Geografi
Østthrakien har et areal på 23.764 km2 (3 procent af Tyrkiets landareal), lidt mindre end Sardinien ; befolkningstætheden er omkring 430 personer/km2 sammenlignet med omkring 80 personer/km2 for det asiatiske Tyrkiet, som også kaldes Anatolien eller Lilleasien. Imidlertid er tæthederne skæve af metropolen Istanbul. De to kontinenter er adskilt af Dardanellerne, Bosporus og Marmarahavet, en rute på omkring 361 km. Den sydligste del af det østlige Thrakien kaldes Gallipoli-halvøen. Det europæiske Tyrkiet grænser mod vest til Grækenland (212 km) og mod nord til Bulgarien (269 km), med Det Ægæiske Hav mod sydvest og Sortehavet mod nordøst.
| Provins (del)                  | Areal (km2) | Befolkning (2012 folketælling) | Befolkningstærhed (pop/km2) (2012 folketælling) | Befolkning (2019 skøn.) |
| ------------------------------ | ----------- | ------------------------------ | ----------------------------------------------- | ----------------------- |
| Istanbul-provinsen (europæisk) | 3.421       | 8.963.431                      | 2620,1                                          | 10.067.617**            |
| Tekirdağ                       | 6.218       | 852.321                        | 137,1                                           | 1.055.412**             |
| Kırklareli                     | 6.550       | 341.218                        | 52,1                                            | 361.836                 |
| Edirne                         | 6.279       | 399.708                        | 63,7                                            | 413.903                 |
| Çanakkale (europæisk)          | 1.296       | 64.061                         | 49,4                                            | 62.570                  |
| Østthrakien (sum)              | 23.764      | 10.620.739                     | 446,9                                           | 11.961.338**            |
| % af hele landet               | 3,09 %      | 14,2 %                         | 461 %                                           | 14,4 %**                |

## Galleri
- Hero og Leander
- Lysimachus' mønt
- Selimiye-moskeen, Edirne
- Kap Helles under Gallipoli-kampagnen